# Пушко-Цибуляк Єлизавета Михайлівна
 Єлизавета Михайлівна Пушко-Цибуляк  (нар. 2 жовтня 1965, село Кам'янка Глибоцького району, Чернівецької області, Україна) — громадський та державний діяч, кандидат наук з державного управління, має третій ранг державного службовця, з 21 грудня 2023 року член Рахункової палати України.

## Біографія

### Освіта
1983 року закінчила Чернівецький фінансовий технікум. 
1988 року закінчила Чернівецький ордена Трудового Червоного Прапора державний університет  за спеціальністю «Фінанси і кредит».
1999 року здобула ступінь магістра державного управління, закінчивши Українську Академію державного управління при Президентові України.
2015 року здобула науковий ступінь кандидата наук з державного управління, захистивши дисертацію за спеціальністю «Механізми державного управління» на тему «Державний контроль на регіональному рівні» . 
Крім цього, навчалася у Міжнародному Інституті професійного фінансового менеджменту IPFM (2008) та в Українському інституті корпоративного управління, де отримала свідоцтво корпоративного директора та корпоративного секретаря.

### Кар'єра
У 1983–1998 роках  обіймала керівні посади в фінансових органах Чернівецької області.
У 1998–2001 роках  – начальник управління контролю у сфері послуг Головного контрольно-ревізійного управління України.
У 2001–2005 роках  обіймала керівні посади в департаменті контролю за використанням коштів державного бюджету в регіонах  Рахункової палати України.
З 2006 по 2009 роки – начальник Головного фінансового управління Чернівецької обласної державної адміністрації.
У 2009–2010 роках  — служба на посадах заступника голови Чернівецької обласної державної адміністрації та голови Кіцманської районної державної адміністрації  Чернівецької області .
У 2011–2014 роках  – начальник Держспоживінспекції у  місті Севастополі, начальник відділу внутрішнього аудиту Ялтинської міської ради.
У 2015 році  - заступник директора Департаменту фінансово-кредитної політики Міністерства аграрної політики та продовольства України.
У 2015–2016 роках  – на посаді першого заступника голови Луганської обласної державної адміністрації.
У 2015–2020 роках — голова ревізійних комісій в двох акціонерних товариствах системи Агропромислового комплексу.
У 2017 році — директор Департаменту корпоративного управління   Публічного акціонерного товариства «Українська залізниця», член наглядових рад в чотирьох приватних акціонерних товариствах Укрзалізниці.
З 2018 по 2019 роки  – судовий експерт з економічних питань.
У 2020–2024 роках  – радник Директора  ДБР, керівник Управління фінансової діяльності та бухгалтерського обліку  Державного бюро розслідувань.
21 грудня 2023 року Верховною Радою України Є. М. Пушко-Цибуляк призначено членом Рахункової палати.

## Педагогічна діяльністть
Обіймала посади доцента на кафедрі права  Буковинського університету (у 2014-2015 роках) та на кафедрі фінансів  
Чернівецького національного університету, а також – посади викладача в Чернівецькому торговельно-економічному інституті Київського державного торговельно-економічного університету та в Буковинській державній фінансовій академії (в 2006-2010 роках).

## Публікації
Є автором двох монографій, 36 наукових статей з питань фінансів, контролю та експертизи та трьох науково-методичних посібників.

## Державні нагороди
- 2008 рік –  орден Княгині Ольги ІІІ ступеня [12]
- 2020 рік – подяка Прем’єр-міністра України.